# Ortensio Lando
Ortensio Lando oder Ortensio Landi (* vor 1512 in Mailand; † nach 1556 in Neapel) war ein italienischer Augustinermönch, Humanist, Schriftsteller, Übersetzer und Drucker.

## Leben
Lando ist der Sohn von Domenico Lando und von Caterina Castelletta, die ursprünglich aus Piacenza kamen. Wahrscheinlich gehörten sie zur edlen Familie Landi, die von Piacenza kamen und in Mailand ansässig wurden. Aufgrund Selbstaussagen ist anzunehmen, dass er die lateinische Sprache von Alessandro Minuziano und Bernardino Negro in Mailand gelernt hatte. Zu seinen Lehrern gehörten auch Celio Rodigino (bekannt auch unter dem Namen: Ludovico Ricchieri) und Bernardino Donato da Verona. 1523 wurde er mit dem Namen Geremia (deutsch: Jeremia) in den Augustinerorden aufgenommen. 1527 wurde er nach Padua geschickt, dann nach Genua, Siena und Neapel. 1531 bis 1534 lebte er im Kloster S. Giacomo in Bologna und studierte an der Universität Theologie und Medizin bei Romolo Quirino Amaseo; auch eignete er sich die humanistischen Fächer an, insbesondere die griechische Sprache. Er pflegte den Kontakt mit dem Mediziner Giovanni Angelo Odoni und dem dissidenten Theologen Camillo Renato.
Im eremitischen Augustinerorden der Provinz Mailand hatte er einige Mitbrüder, die auch der Reformation zugeneigt waren, darunter waren Giulio Della Rovere, Agostino Mainardi und Ambrogio Cavalli. Von ihnen und dem Außenseiter Giulio Camillo Delminio erhielt er auch eine gründliche Einführung in die Werke des Humanisten Erasmus von Rotterdam. In Bologna gehörte er zum humanistischen Kreis von Achille Bocchi, Romolo Amaseo, Ludovico Boccadiferro, Alessandro Manzoli und Bassiano Lando. Um 1531 konnte er mit Giulio da Milano nach Bellinzona reisen, und 1533 wurde er Vorleser im Kloster S. Agostino in Pavia.
1534 ging er zuerst nach Rom, dann nach Lyon und verließ damit auch seinen Orden. Mit einem neuen Namen Ortensio Appiano versuchte er sich als Lateinlehrer und Korrektor durchzuschlagen. Über den französischen Verleger Sebastian Gryphius, der sein zweiteiliges, vermittelndes Werk über Marcus Tullius Cicero herausgab, lernte er den Humanisten Étienne Dolet und die aufgeschlossene kulturelle Elite Lyons kennen. Auch traf er seine italienischen Freunde Giovanni Angelo Odoni und Fileno Lunardi wieder. 1535 reiste er weiter nach Genf, nach Deutschland und zurück über Lion nach Lucca, wo er den evangelischen Bankier Vincenzo Buonvisi auf seinem Gut in Forci aufsuchte. Unter dem Pseudonym Philalethes Polytopiensis schrieb er die Forcianae quaestiones, die Gespräche von Forci, die vom englischen Utopisten Thomas Morus beeinflusst waren.
Landos Leben blieb unstet, er ging weiter nach Florenz, Bologna und Neapel. 1536 bis 1540 schien er sich auch in Thüringen und Straßburg aufgehalten zu haben. Nun pflegte er gute Beziehungen zu den venezianischen Humanisten Benedetto Agnello und Fortunato Martinengo, letzterem er 1540 sein Werk il Desiderii Erasmi Roterodami Funus gewidmet hatte. 1540 war er in Zürich und in Ferrara, wo er in die Akademie eingeführt wurde. 1541 ging er nach Trient weiter, um den neuen Bischof Cristoforo Madruzzo zu beschützen; ihm folgte er auch nach Rimini, Ferrara und Pesaro. 1542 arbeitete er für den Erzbischof von Senigallia, Marco Vigerio della Rovere, und für weitere italienische Adlige, unter ihnen auch Galeotto Pico, den Grafen von Mirandola. 1543 hatte er Kontakt mit Joachim von Watt, dem Reformator St. Gallens, er übersetzte Schriften von Martin Luther, er traf den reformfreundlichen Bischof von Catania Nicola Maria Caracciolo und ging erneut nach Lyon.
1544 unterstützte er die Bewohner von Serravalle gegen die eindringenden Franzosen; kurz darauf traf er Johann Jakob Fugger und Bischof Otto Truchsess von Waldburg in Augsburg. 1545 hielt er sich vier Monate in Brescia auf, wo er unter dem Schutz des Hauptmanns Marcantonio da Mula stand. Noch im gleichen Jahr trat er in die Akademie für Gartenbau in Piacenza ein, wo er Lektor und Übersetzer des hellenistischen Agrippa wurde, so wie es Lodovico Domenichi, Giuseppe Betussi und Anton Francesco Doni gewesen waren.
Ab 1546 lebte er bei B. Agnello in Venedig, wo er bei und mit den Verlegern M. Sessa, Gabriele Giolito de’ Ferrari und Arrivabene arbeiten konnte; bei letzterem publizierte er vier Werke. Mit dem Philosophen und Dichter Pietro Aretino korrespondierte Lando und verkehrte wieder in dissidenten religiösen und politischen Kreisen Venedigs, zu denen Gabriele Giolito de’ Ferrari, Niccolò Franciotti, Girolamo Donzellini und Pietro Perna gehörten.
1550 lebte er in Padua, wo er auch die gebildeten Frauen Caterina da Passano Sauli und Lucrezia Gonzaga di Gazzuolo getroffen haben muss. 1552 kehrte er nach Venedig zurück, wo er bei Francesco Carrettone wohnen und bei Gabriel Giolito publizieren konnte.
Wahrscheinlich 1554 verriet der römische Mediziner und Alchemist Pietro de Megis der Inquisition, dass Vincenzo Maggio und Ortensio Lando häretische Glaubensaussagen gemacht hätten. Lando schrieb noch an den ihm bekannten Bischof Madruzzo in Trient, dass dieser bei der Inquisition in Venedig Fürsprache einlegen solle. Danach gibt es kaum noch Überlieferungen von und über Lando, außer einer Notiz im Index der Kongregation, dass er zwischen 1556 und 1559 in Neapel gestorben sei.

## Werk
Lando verfasste zahlreiche Werke; sein erstes war „Cicero relegatus et Cicero revocatus“, das 1534 bei Sebastian Gryphius in Lyon gedruckt werden konnte, und es war dem kranken Pomponio Trivulzio gewidmet, um ihm vielleicht etwas Erleichterung zu verschaffen. Es ist nur mit den Buchstaben H. A. S. D. gekennzeichnet, die für Hortensius Anonymus oder Amicus Salutem Dicit stehen. Das Buch besteht aus zwei Dialogen; in dem ersten werden Mängel von Cicero und seinen Schriften diskutiert, und er ist im Exil; der zweite Dialog antwortet erfolgreich und das Urteil ist gerade umgekehrt, so dass Cicero am 1. Januar 1534 im Triumph in Mailand eintritt.
In seinem Werk „Forcianae quaestiones“ (1536) behandelte er zeitgenössische Sitten; „Paradossi“ (1543) und „Confutazione“ (1543) waren Satiren, worin Lando ein Meister war. Die Paradossi waren mit SuisnetroH TabeduL unterzeichnet, das rückwärts zu lesen war und somit Hortensius ludebat hieß.
Er schrieb auch Erzählungen und übersetzte „Utopia“ von Thomas Morus ins Italienische.

## Werke
- Cicero relegatus et Cicero revocatus Dialogi festivissimi (deutsch: Der verbannte Cicero und der zurückgerufene Cicero, sehr kurzweilige Gespräche), Sebastian Gryphius, Lyon 1534 und Michael Blum, Leipzig 1534.
- Forcianae quaestiones, in quibus varia Italorum ingenia explicantur, multaque alia scitu non indigna (deutsch: Gespräche in Forci), Martinus de Ragusia, Lyon/Neapel 1535; Basel 1541, 1542 und 1544, Löwen 1550 und Nürnberg 1559.
- Il Desiderii Erasmi Roterodami Funus, Dialogus lepidissimus, Nunc primum in lucem editus, Basel 1540.
  - Italienisch: I funerali di Erasmo da Rotterdam, Hg. Lorenzo di Leonardo, Forum, Udine 2012.
- Paradossi, Gioanni Pullon da Trino, Lyon 1543. (Hg. Antonio Corsaro, Edizioni di storia e letteratura, Rom 2000).
  - Französisch: Paradoxes, trad. M.-F. Piéjus, Les Belles Lettres, Paris 2012.
- Confutazione del libro dei paradossi nuovamente composta, et in tre orationi distinta, 1544/1545.
- Commentario delle più notabili, et mostruose cose d’Italia, & altri luoghi, di lingua Aramea in Italiana tradotto, nel qual s’impara, et prendesi istremo piacere. Vi si e Poi aggionto un breve Catalogo delli inventori delle cose, che si mangiano, & se beveno, novamente ritrovate, M. Anonymo di Utopia composto, Venezia 1548. (Commentario delle più notabili e mostruose cose d'Italia e altri luoghi. Catalogo de gli inventori delle cose che si mangiano & si beveno, Hg. G. und P. Salvatori, Pendragon, Bologna 2002).
- Lettere di molte valorose donne, nelle quali chiaramente appare non esser ne di eloquentia ne di dottrina alli huomini inferiori, Gabriel Giolito de Ferrari, Venedig 1548; enthält 263 Briefe von gebildeten und bekannten italienische Frauen.[4]
- Sermoni funebri de vari authori nella morte de diversi animali, Gabriel Giolito, Venedig 1548.
- La sferza de scrittori antichi e moderni di M. Anonimo di Utopia alla quale, è dal medesimo aggiunta una essortatione allo studio delle lettere, Venedig 1550. (La sferza de’ scrittori antichi e moderni, Hg. Paolo Procaccioli, Vignola, Rom 1995)
- Dialogo di M. Hortensio Lando, nel quale si ragiona della consolatione, et utilità, che si gusta leggendo la Sacra Scrittura. Trattasi etiandio dell’ordine, che tener si dee nel leggerle, & mostrasi essere le Sacre lettere di vera eloquenza, e di varia dottrina alle Pagane lettere superiori, Comin da Trino, Venedig 1552.
- Quattro libri de dubbi con le solutioni a ciascun dubbio accomodate. La materia del primo è naturale, del secondo è mista (benche per lo piu sia Morale) del Terzo è Amorosa, et del Quarto è Religiosa, Gabriel Giolito, Venedig 1552.